# Teshikaga
Teshikaga (jap. 弟子屈町 Teshikaga-chō) – miasto w Japonii, w prefekturze Hokkaido, w podprefekturze Kushiro. Według danych na rok 2020 miejscowość zamieszkiwało 6 955 mieszkańców , a gęstość zaludnienia wyniosła 9 os./km².

## Galeria

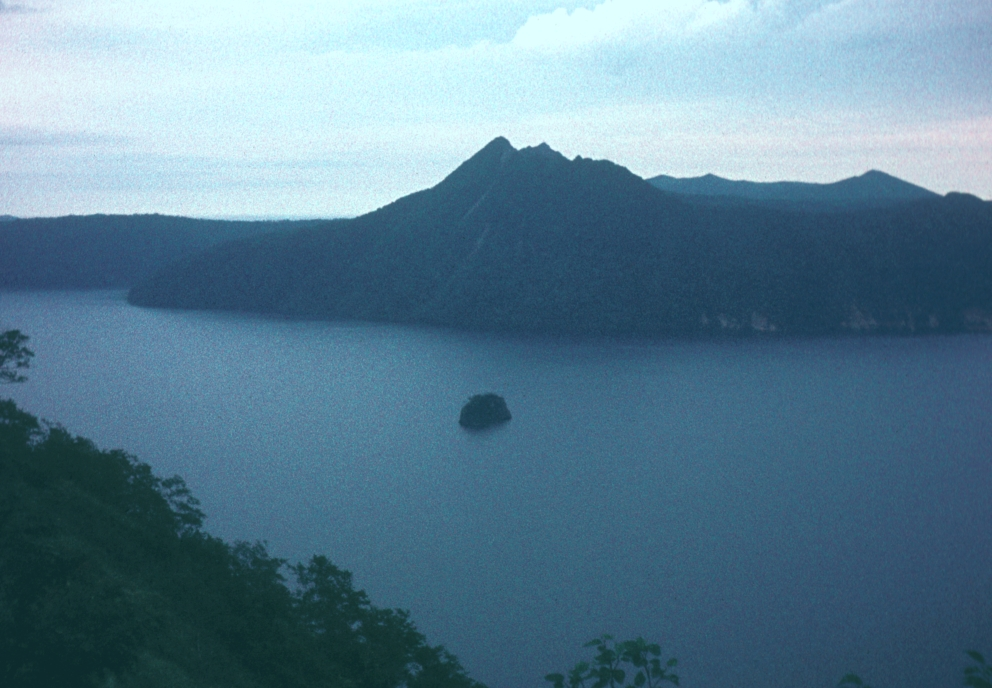
Jezioro Mashū
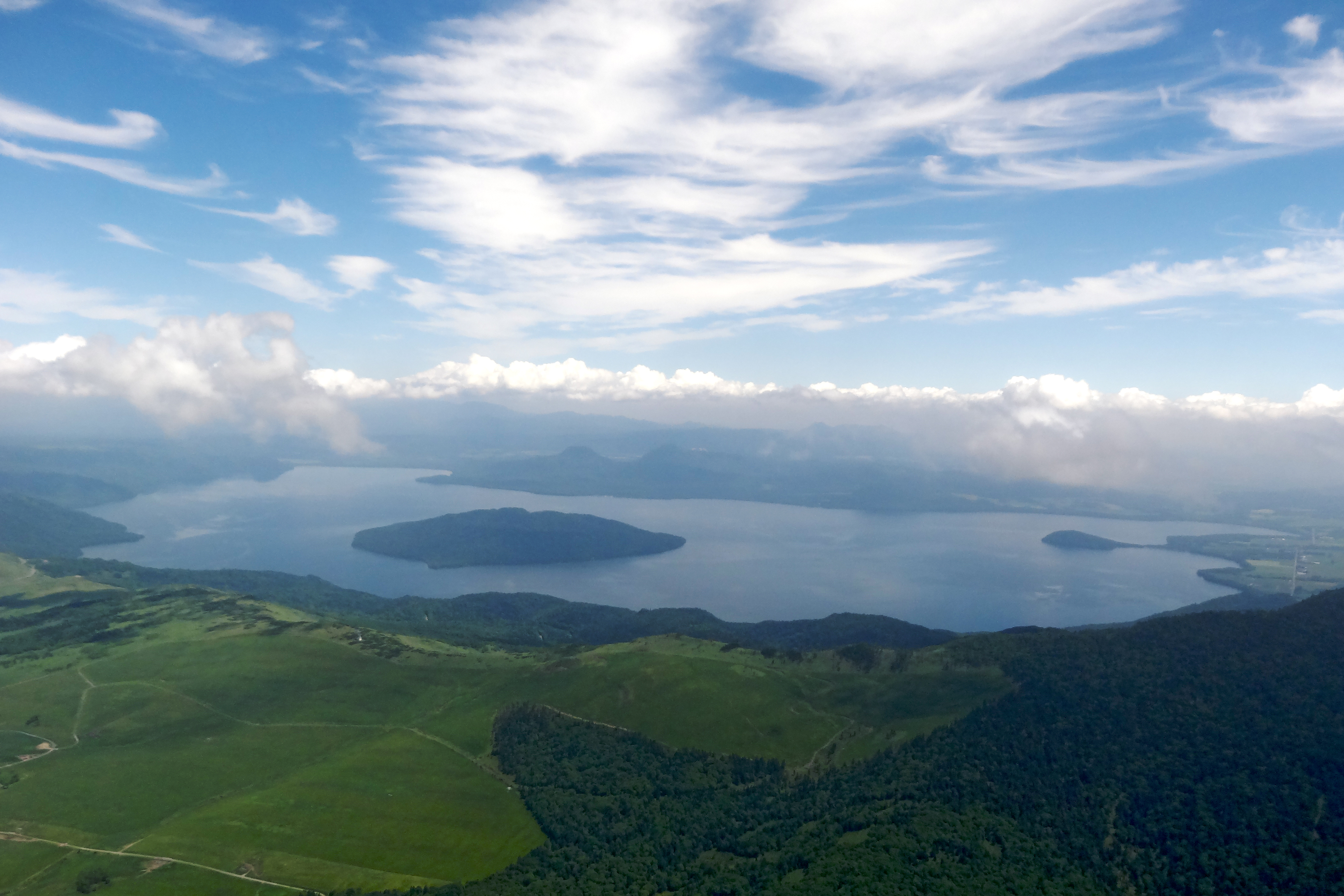
Jezioro Kussharo